# População residente
População residente é o conjunto de indivíduos que, independentemente de no momento da observação estarem presentes ou ausentes numa determinada unidade de alojamento, aí habitam a maior parte do ano com a família ou detêm a totalidade ou a maior parte dos seus haveres.
Em Portugal, os valores de 2001 são extraídos do XIV Recenseamento Geral da População: Resultados Definitivos, e têm a data de referência de 12 de março de 2001.
Os valores de 2002 são extraídos das Estimativas Provisórias da População Residente, aferidas dos resultados definitivos dos Censos 2001, ajustados com as taxas de cobertura, e têm a data de referência de 31 de dezembro de 2002.
Ambas as publicações são editadas pelo INE (Instituto Nacional de Estatística).